# Abisara delicata
Abisara delicata är en fjärilsart som beskrevs av Percy I. Lathy 1901. Abisara delicata ingår i släktet Abisara och familjen Riodinidae. IUCN kategoriserar arten globalt som livskraftig. Inga underarter finns listade i Catalogue of Life.